# Смит, Элайджа
Эдвард Элайджа Смит (англ. Edward Elijah Smith; 12 июля 1912, Шампейн, Юкон — октябрь 1991) — политический деятель территории Юкон, борец за права коренных народов Юкона.

## Биография
Элайджа Смит родился в индейской резервации Шампейн на территории Юкона. Всю свою жизнь он провёл в Юконе. Исключение составляют шесть лет во время Второй мировой войны, которые Смит провёл в рядах вооружённых сил Канады
.
Элайджа Смит был вождём индейской общины Кванлин-Дун, президентом Братства коренных народов Юкона (англ. Yukon Native Brotherhood), главой Совета индейцев Юкона (англ. Council for Yukon Indians), представлял Юкон в Национальном Братстве индейцев (англ. National Indian Brotherhood).
В 1973 году Элайджа Смит совместно с группой индейских вождей Юкона представили правительству Пьера Трюдо в Оттаве документ, названый «Вместе сегодня для наших детей завтра». С этого момента началась история восстановления прав коренных наций территории.
За свою деятельность Элайджа Смит получил почётную степень юридических наук, а также был удостоен Ордена Канады.

## Память
В память об Элайдже Смит в Уайтхорсе было названо здание правительства, а также начальная школа, открытая 8 сентября 1992 года.